# Kańczuga (gmina)
La gmina de Kańczuga [kaɲˈt͡ʂuɡa] est une commune urbaine-rurale (gmina miejsko-wiejska) du sud-est de la Pologne située dans la Voïvodie des Basses-Carpates faisant partie du powiat de Przeworsk. D'une superficie de 105 km², elle comptait 12 422 habitants en 2017.
Son siège, la ville de Kańczuga se situe à environ 10 km de Przeworsk, le siège du powiat et 34 km de Rzeszów, la capitale régionale.